# NGC 4212
NGC 4212 (NGC 4208) je spiralna galaktika u zviježđu Berenikinoj kosi. Naknadno je utvrđeno da je NGC 4208 ista galaktika.

## Vanjske poveznice
- (eng.) SEDS: NGC 4212
- (eng.) Revidirani Novi opći katalog
- (eng.) Izvangalaktička baza podataka NASA-e i IPAC-a
- (eng.) Astronomska baza podataka SIMBAD
- (eng.) VizieR